# Stephanie Andujar

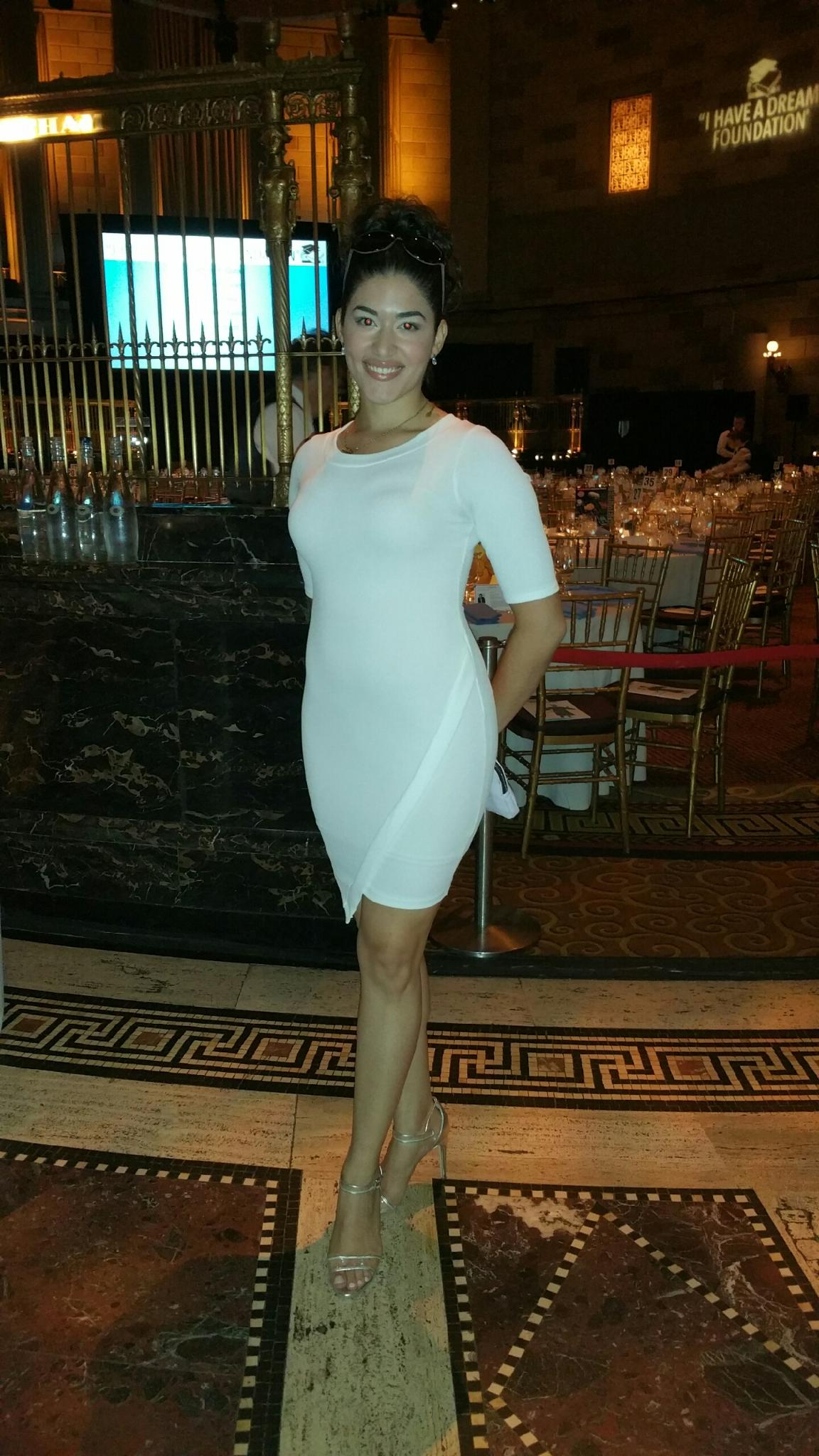
Stephanie Andujar.

Stephanie Andujar (15 de julho de 1986, Manhattan) é uma atriz, diretora, produtora, cantora e compositora norte-americana. Na sua carreira cinematográfica inclui os filmes Precious (2009), Pariah (2011), See Girl Run (2012), Babygirl (2013) e A Walk Among the Tombstones (2014). Na televisão apareceu em Law & Order: SVU (2007), Mercy (2010) e Blindspot (2015). Andujar recebeu elogios por sua atuação em Orange is the New Black na segunda temporada (2014) como a jovem Miss Rosa.